# Rudolf Bergman
Rudolf Bergman (15. července 1876 Červené Pečky – 23. ledna 1940 Nová Ves pod Pleší) byl český agrárnický politik, pak československý poslanec a senátor Národního shromáždění za Československou národní demokracii, respektive za z ní vzniklé Národní sjednocení.

## Biografie
Politicky aktivní byl již za Rakouska-Uherska. Byl předsedou agrárního spolku v Lounech a členem lounského okresního zastupitelstva. Ve volbách do Říšské rady roku 1907 se stal poslancem Říšské rady (celostátní parlament), kam byl zvolen za okrsek Čechy 034. Usedl do poslanecké frakce Klub českých agrárníků. Ve vídeňském parlamentu setrval do 26. listopadu 1909, kdy rezignoval na mandát.
V rámci strany patřil trvale k statkářskému konzervativnímu křídlu, které se na počátku existence republiky odtrhlo od Republikánské strany zemědělského a malorolnického lidu (agrární strany). Důvodem pro rozkol byl nesouhlas konzervativců okolo Rudolfa Bergmana s projektem pozemkové reformy. Koncem roku 1919 odešel z agrární strany (spolu s ním odešel i další politik Josef Žďárský). Po odchodu od agrárníků založil organizaci Československá rolnická jednota, se kterou pak v roce 1920 kandidoval na společné listině s národními demokraty.
V parlamentních volbách v roce 1920 získal poslanecké křeslo v Národním shromáždění. Podle údajů k roku 1920 byl profesí rolníkem v Orasicích u Loun.
V parlamentních volbách v roce 1929 získal za národní demokraty senátorské křeslo v Národním shromáždění. Mandát obhájil v parlamentních volbách v roce 1935 (nyní již za Národní sjednocení, do kterého se národní demokracie transformovala). V senátu zasedal až do jeho zrušení v roce 1939, přičemž ještě krátce předtím, v prosinci 1938, přestoupil do nově zřízené politické formace Strana národní jednoty.
Zemřel roku 1940 v sanatoriu pro dlouhodobě nemocné na Pleši v obci Nová Ves pod Pleší.